# Nikon D800

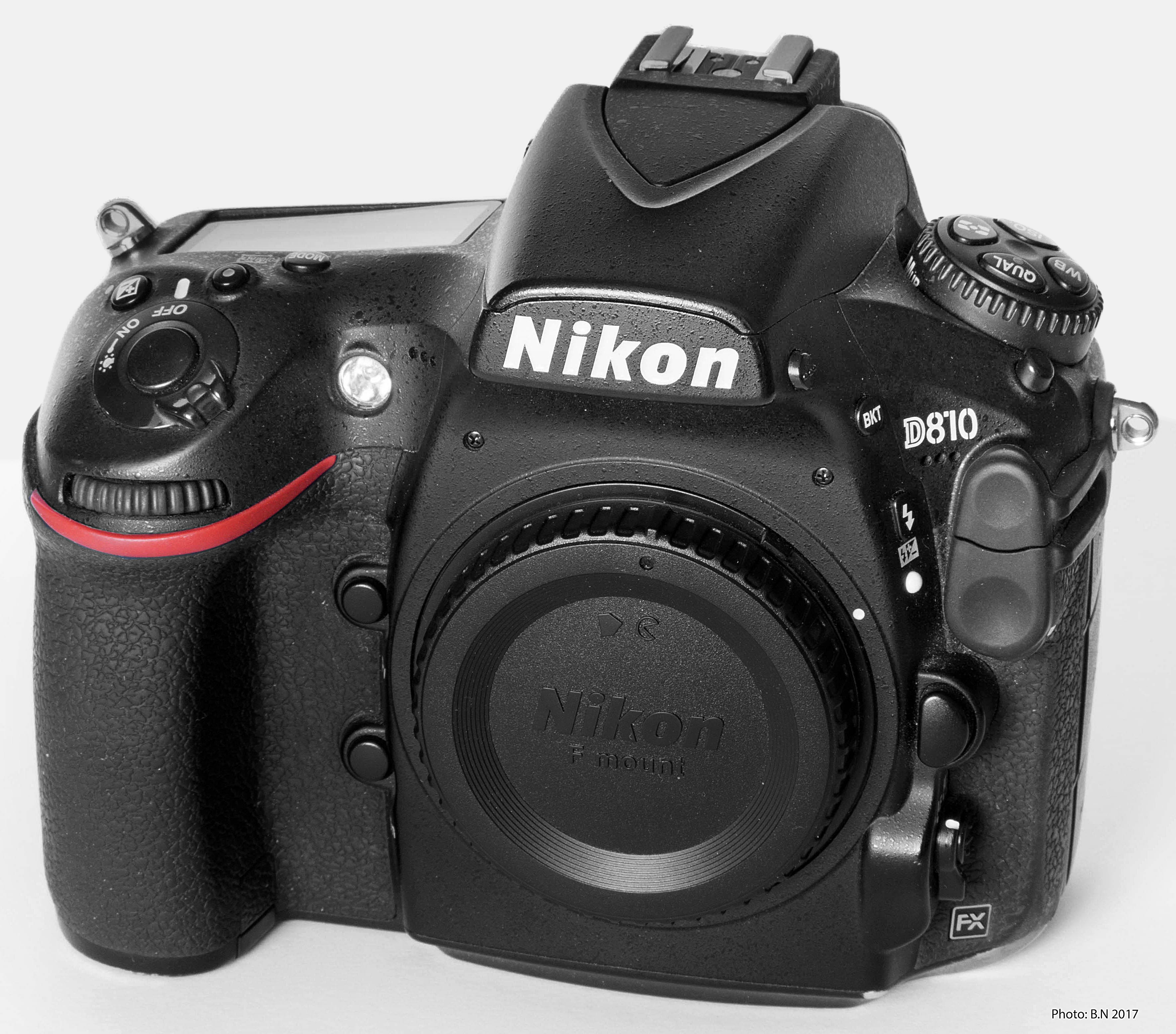
Nikon D810

Nikon D800 är en digital systemkamera med fullformatssensor som lanserades av Nikon 7 februari 2012. Försäljningen påbörjades under slutet av mars samma år. 

## Tekniska data i urval
- Fullformatssensor med 36,3 miljoner pixlar.
- 91 000 punkters exponeringsmätning
- 51-punkters autofokus
- Möjlighet att filma i 1080p eller 720p
- USB 3.0
- Dubbla minneskortsplatser
- Vädertätning

## D800E
Parallellt med försäljningen av D800 säljs också en variant utan lågpassfilter, kallad D800E. 

## D810
2015 utgick modellerna D800 och D800E då Nikon introducerade D810 som ersättning för de två tidigare D800 modellerna.